# Templo Kumbheshwar
El templo Kumbheshwar (en nepalí, कुम्भेश्वर मन्दिर) forma parte de un complejo hindú al norte de la plaza Durbar en Patan. Es una de las dos únicas pagodas de cinco pisos del valle de Katmandú (junto al templo Nyatapola). El edificio, que data del año 1392, domina las calles adyacentes y es el templo más antiguo de la ciudad. Está dedicado al dios Shiva, como indica la estatua del toro Nandi frente a la estructura. El edificio se destaca por sus tallas de madera, en tato que sus dos estanques de agua en la base son tanto un lugar para albergar rituales religiosos como un centro social.

## Historia

### Orígenes
Los orígenes del sitio se remontan al período Licchavi (c. 400-750 d. C) y posiblemente antes. La evidencia más antigua son varias estatuas esparcidas por todo el complejo, datadas de esa era, aunque es posible que hubieran sido trasladadas posteriormente, al alcanzar Kumbheshwar un mayor estatus. En la puerta norte del santuario principal también se puede encontrar un pilar de la misma época.
Desde sus inicios, el templo estuvo asociado con el agua, ya que se asienta sobre un manantial natural. La propia palabra «Kumbheshwar» significa «señor de la olla de agua»; la «olla» hace referencia a una vasija kalasa, símbolo de fecundidad y abundancia. De este modo, el agua es un tema recurrente en muchas de las primeras leyendas que involucran al complejo religioso.

### Historia documentada
A partir del siglo XIV la historia del templo es más nítida. Así pues, se conoce que el mandir de cinco niveles data de 1392. Una inscripción de la época registra que el benefactor del templo era hombre rico llamado Jaya Bhima, que lo comisionó como un acto de mérito para curar la fiebre de su esposa. Aunque finalmente sucumbió a su enfermedad, Jaya Bhima cumplió con su compromiso, con lo que se levantó la base del monumento actual. En ese momento pudo haber tenido solo dos techos: el rey Srinivas Malla podría haber añadido los tres adicionales en 1672. Sin embargo, otras evidencias sugieren que fue su hijo quien las agregó, o bien que ya estaban presentes desde 1392. Si esto último es cierto, las obras de finales del siglo XVII fueron probablemente una restauración.
Durante los siglos posteriores Kumbheshwar recibió considerable atención real, dada su posición céntrica en la ciudad de Patan. Varios monarcas del siglo XVIII y principios del XIX donaron terrenos y estatuas, e incluso en el año 1802 la campana del templo fuera refundida. En 1808 se produjo un terremoto que derribó el templo original. El alcance total del desastre no está claro, una teoría sostiene que la parte inferior del templo probablemente data del siglo XIV, aunque otras fuentes afirman que la estructura fue destruida. Independientemente, aunque fue reconstruida al poco tiempo por mandado de un vecino adinerado, la torre central actual data de la época del sismo. Sobrevivieron estructuras más pequeñas, como un refugio sobre la puerta de entrada, que data de 1780, además de varias estatuas del período Licchavi.

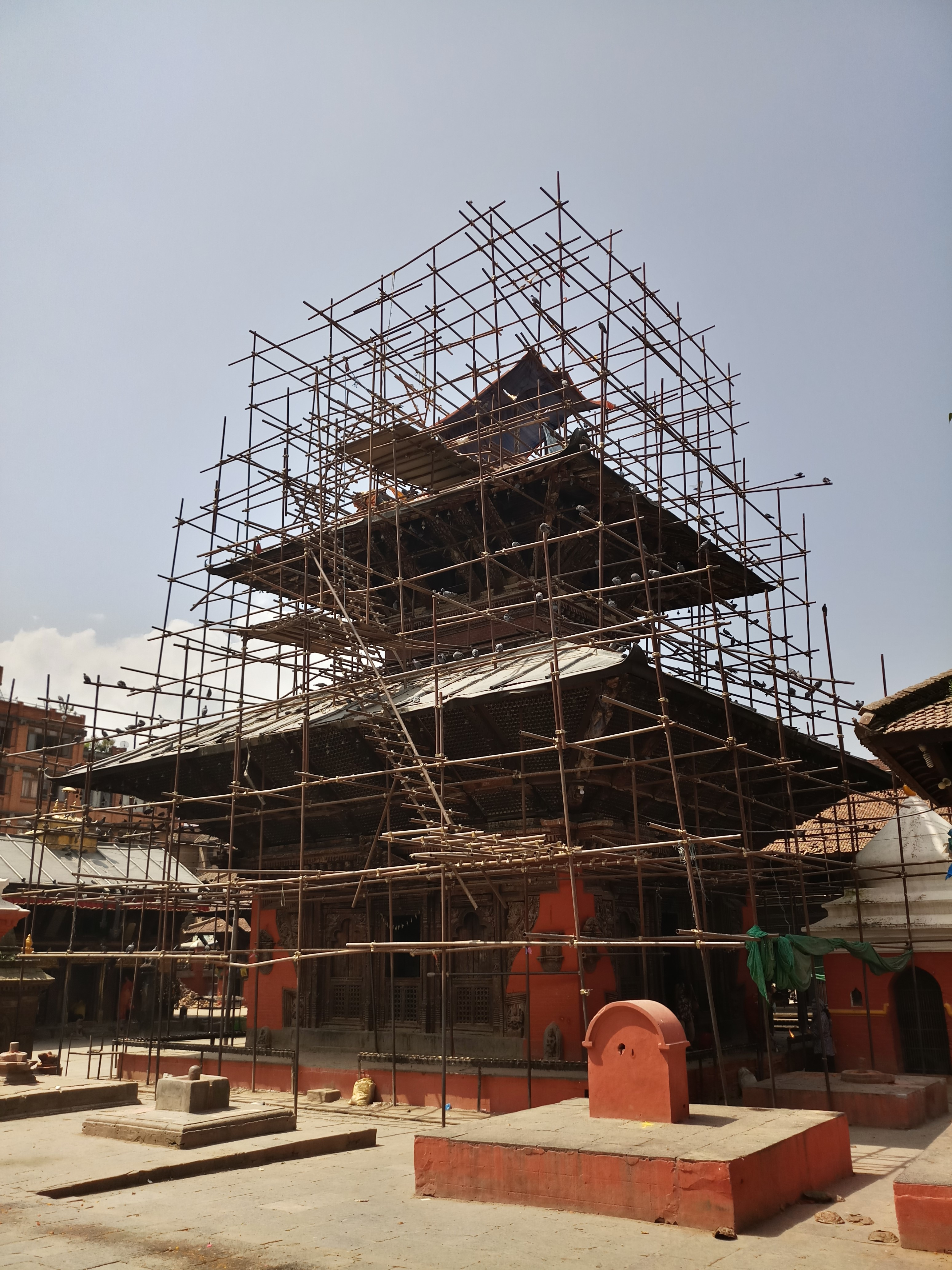
Proceso de reconstrucción del templo en 2018.

En el siglo XXI, el templo sufrió daños moderados por el terremoto de abril de 2015, que dañó los tres pisos superiores. La restauración concluyó en 2021 y el edificio principal recuperó su aspecto original. Según Headline Nepal, los costos de restauración totalizaron alrededor de 28.2 millones rupias nepalíes (aproximadamente 230 000 dólares estadounidenses).